# Championnats de Zambie de cyclisme sur route
Les championnats de Zambie de cyclisme sur route sont les championnats nationaux de cyclisme sur route organisés par la Fédération zambienne de cyclisme.

## Hommes

### Podiums de la course en ligne
| Année | Vainqueur        | Deuxième          | Troisième        |
| ----- | ---------------- | ----------------- | ---------------- |
| 2006  | Rastus Machiba   | Yorum Zulu        |                  |
| 2009  | Obert Chembe     |                   |                  |
| 2010  | Isaac Banda      | Trust Munanganda  | Efford Chiambele |
| 2011  | Omma Mweene      |                   |                  |
| 2012  | Obert Chembe     |                   |                  |
| 2019  | Obert Chembe     |                   |                  |
| 2021  | Agoster Jilowa   | Davies Kawemba    | Michael Olokani  |
| 2022  | Yanjanani Sakala | Davies Kawemba    | Michael Olokani  |
| 2023  | Obert Chembe     | Leo Butt          | Michael Olokani  |
| 2024  | Levy Pyele       | Richard Kashimoto | Gift Mwanza      |
| 2025  | Davies Kawemba   | Yanjanani Sakala  | Amos Chakaza     |

### Podiums du contre-la-montre
| Année | Vainqueur        | Deuxième          | Troisième       |
| ----- | ---------------- | ----------------- | --------------- |
| 2010  | Yanjanani Sakala | Trust Munanganda  | Jupiter Namembo |
| 2021  | Agoster Jilowa   |                   |                 |
| 2023  | Yanjanani Sakala | Michael Olokani   |                 |
| 2025  | Yanjanani Sakala | Richard Kashimoto | Amos Chakaza    |

## Femmes

### Podiums de la course en ligne
| Année | Vainqueur       | Deuxième      | Troisième      |
| ----- | --------------- | ------------- | -------------- |
| 2007  | Sarah Harrison  |               |                |
| 2008  | Sarah Harrison  |               |                |
| 2022  | Margret Ngoma   |               |                |
| 2023  | Vanessa Matende |               |                |
| 2025  | Margret Ngoma   | Cynthia Shika | Rosemary Mumba |